# Rhodostrophia rhoda
Rhodostrophia rhoda là một loài bướm đêm trong họ Geometridae.